# مانويل ديلغادو باركر
مانويل ديلغادو باركر (بالإسبانية: Manuel Delgado Parker)‏ هو رائد أعمال بيروفي، ولد في 18 سبتمبر 1935 في ليما في بيرو.